# Piec konwekcyjno-parowy

Retigo Blue Vision 623i

Piec konwekcyjno-parowy – wielofunkcyjne urządzenie wykorzystywane w gastronomii do termicznej obróbki potraw. W porównaniu z tradycyjnymi urządzeniami jednofunkcyjnymi (np. kocioł warzelny, patelnia, frytkownica, tostownica i in.), umożliwia uzyskanie wyższej jakości potraw oraz lepszych efektów kulinarnych. Wyposażony jest w szereg rozwiązań technicznych ułatwiających obsługę. Konstrukcja pieca sprzyja utrzymaniu higieny – elementy komory umożliwiają łatwe czyszczenie i mycie. W modelach wyższej klasy stosuje się zintegrowane instalacje i programy automatycznego mycia. Sterowanie odbywa się za pomocą mikroprocesorów, a panele sterownicze są przejrzyste i intuicyjne. W pamięci urządzenia zapisane są gotowe programy obróbki, które ułatwiają przygotowanie potraw. Podstawowym parametrem określającym wielkość i wydajność pieca konwekcyjno-parowego jest liczba i powierzchnia tac gastronomicznych, jakie można w nim umieścić.

## Zastosowanie i zalety
Piece konwekcyjno-parowe, wprowadzone do gastronomii pod koniec XX wieku, zrewolucjonizowały obróbkę termiczną dzięki cyrkulacji gorącego, nawilżonego powietrza o kontrolowanych parametrach. Urządzenia te łączą funkcje gotowania, pieczenia, grillowania i obróbki kombinowanej, umożliwiając przygotowanie potraw o wysokiej jakości – soczystych, aromatycznych, o zachowanej barwie i minimalnych ubytkach masy. Sprawdzają się także przy potrawach delikatnych, takich jak kremy czy pasztety.
Przeprowadzone w 2014 roku badania wykazały, że przygotowanie surowca w piecu konwekcyjno-parowym wymaga 1,6–3 razy mniej czasu niż tradycyjna obróbka na kuchence. Przygotowane produkty częściej zachowują lepsze cechy organoleptyczne (kolor, konsystencja i stan powierzchni), oraz wyższą zawartość suchej masy: warzywa o 0,6–2,2%, zboża o 5–11,5%.

## Budowa
Piece konwekcyjno-parowe mają formę prostopadłościanu z wydzieloną, termoizolowaną komorą technologiczną oraz przestrzenią dla układów zasilania i sterowania. Małe modele montowane są na ramach, większe stanowią zwartą konstrukcję. Elementy wewnętrzne i zewnętrzne obudowy wykonane są z blachy kwasoodpornej. Zaokrąglone łączenia ścian i spadziste dno komory ułatwiają czyszczenie i odprowadzanie cieczy.
Komora zamykana jest drzwiami, najczęściej zawiasowymi, choć stosuje się również rozwiązania z drzwiami przesuwnymi. Standardem są drzwi z zamkiem zatrzaskowym, otwierane przez przesunięcie dźwigni. W niektórych modelach przewidziano dwustopniowe otwieranie: najpierw rozszczelnienie, a następnie pełne otwarcie. Drzwi wyposażone są w oszklenie i oświetlenie wnętrza, co umożliwia obserwację procesu. Wielowarstwowe szkło pełni funkcję bariery termicznej i chroni przed poparzeniem, a w niektórych konstrukcjach przestrzeń między szybami jest wentylowana, co zapobiega zaparowaniu. Uszczelnienie zapewnia elastyczna uszczelka. W wersjach przelotowych stosuje się dwa komplety drzwi – wsadowe i rozładunkowe – umożliwiające pracę pomiędzy strefą przygotowania a strefą wydawania potraw.

## Powierzchnia robocza
Powierzchnię roboczą stanowią standardowe tace gastronomiczne typu GN (Gastro Norm). Podstawowy format 1/1 GN o wymiarach 530 × 325 mm (15 dm²) zapewnia kompatybilność z innymi urządzeniami gastronomicznymi. W zależności od potrzeb stosuje się także tace mniejsze (np. 2/3 GN) oraz większe (np. 2/1 GN). Tace mogą być umieszczane w stałych prowadnicach zamontowanych w komorze lub na specjalnych stelażach. W drugim wariancie załadunek i rozładunek odbywa się poza komorą – cały stelaż z tacami wprowadza się lub wyprowadza jednorazowo. W dużych piecach stosuje się mobilne wózki ze stelażami, ułatwiające operowanie wsadem. Standardowa odległość między tacami wynosi 65 lub 70 mm, ale może być zwiększana przez pominięcie części prowadnic.

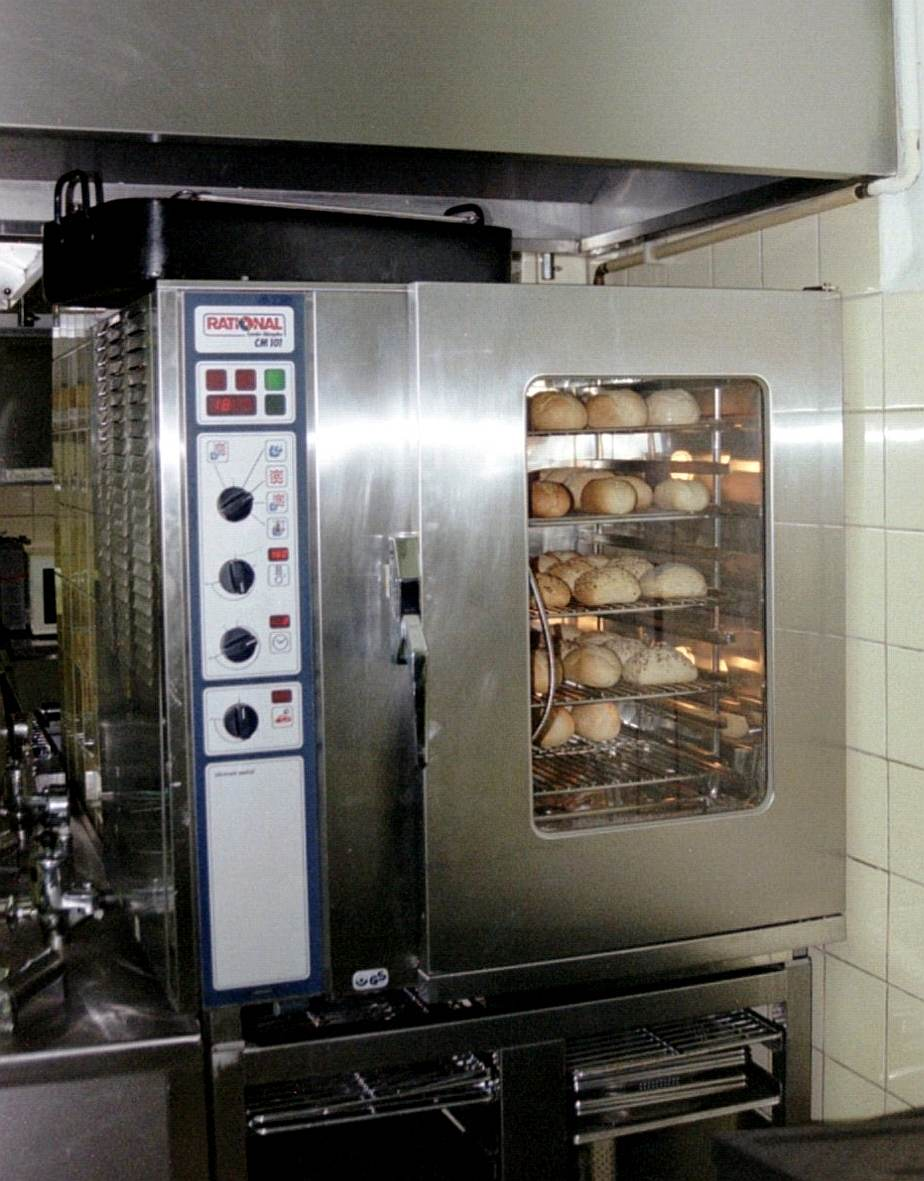
Rational CM CombiMaster z sześcioma tacami 1/1 GN
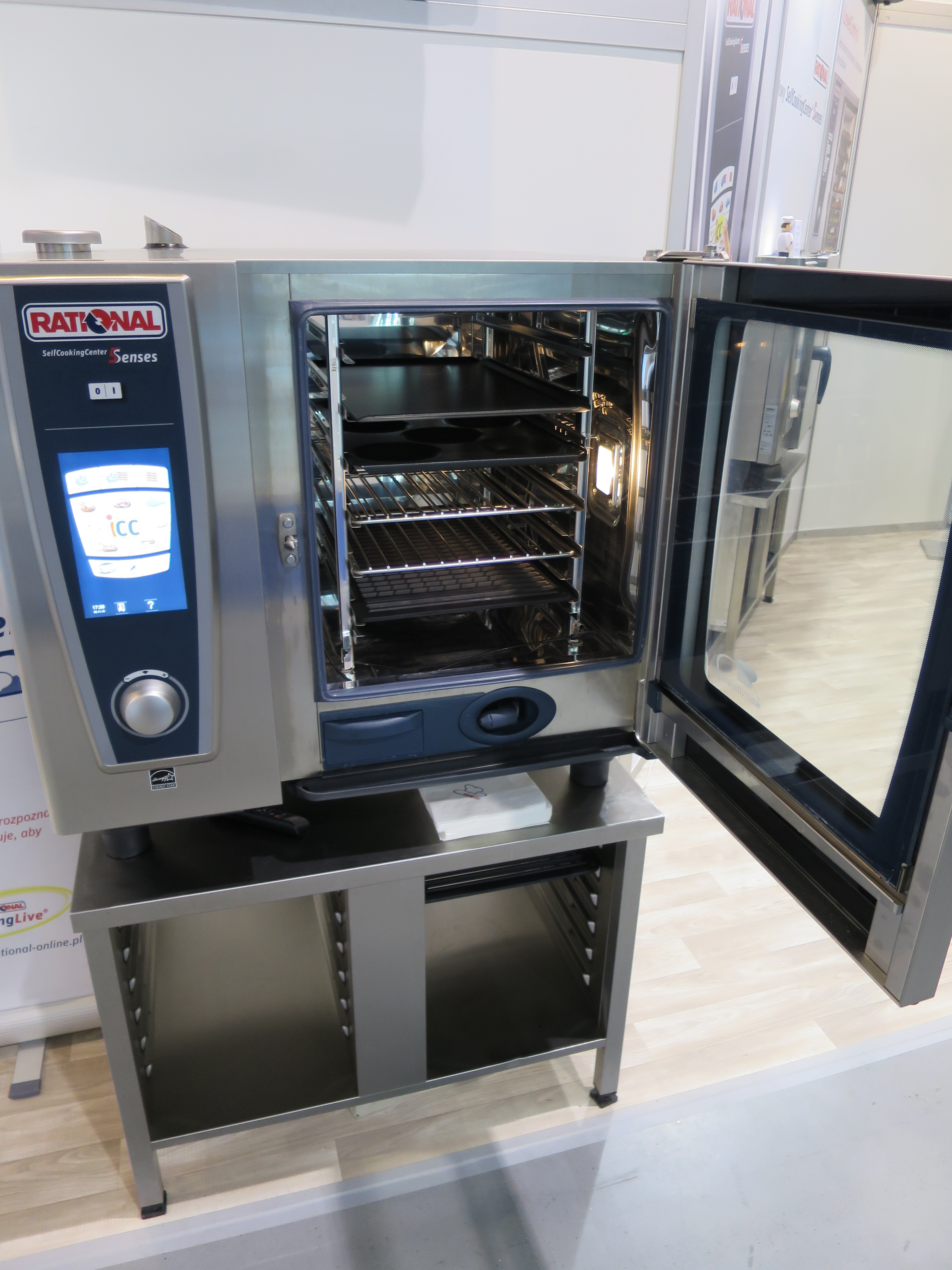
Rational 5Senses umieszczony na ramach
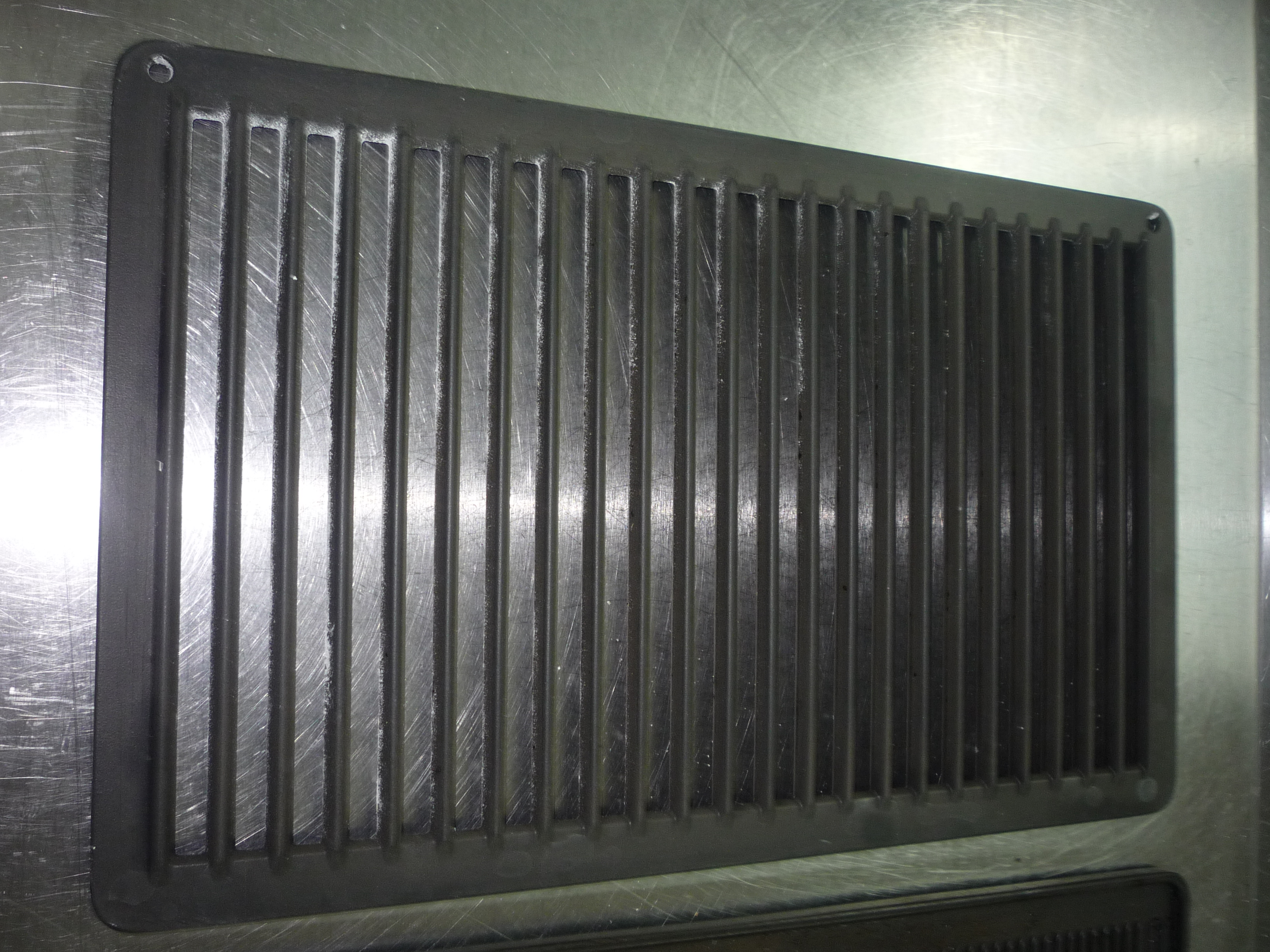
Taca grillowa

## System grzewczy
Czynnikiem grzewczym jest powietrze o wymuszonej cyrkulacji i zadanych parametrach temperatury oraz wilgotności. Obieg zapewniają jeden lub więcej wentylatorów, zazwyczaj umieszczonych na tylnej ścianie komory, choć w niektórych konstrukcjach stosuje się montaż boczny. Wentylatory mogą pracować z dwoma prędkościami lub mieć płynną regulację obrotów. Standardem jest okresowa zmiana kierunku obrotów, co zapewnia równomierne warunki w całej komorze. Ogrzewanie powietrza odbywa się za pomocą grzałek elektrycznych lub wymienników ciepła zasilanych gazem. Nawilżanie atmosfery komory realizowane jest na dwa sposoby: poprzez wtrysk pary z bojlera lub przez rozpylanie wody w formie mgły w systemie kropelkowym.
Piece konwekcyjno-parowe wyposażone są w zaawansowane systemy kontroli temperatury i wilgotności. Standardowo stosuje się czujniki mierzące temperaturę wewnątrz komory oraz sondy wkuwane bezpośrednio w produkt – jedno- lub wielopunktowe – umożliwiające kontrolę temperatury na różnych głębokościach. Wyniki pomiarów wyświetlane są na panelu sterującym, a mikroprocesorowe układy regulacyjne dostosowują pracę grzałek lub palników gazowych, utrzymując zadaną temperaturę. Systemy sterowania umożliwiają również kontrolę poziomu wilgotności – od ok. 10% do 100% – z możliwością precyzyjnego nastawienia i automatycznej regulacji.

## System sterowania
Współczesne piece konwekcyjno-parowe są wyposażone w mikroprocesorowe układy sterowania umożliwiające programowanie wieloetapowych procesów obróbki z precyzyjnym ustawieniem temperatury i wilgotności. W pamięci systemu zapisane są gotowe programy oferowane przez producenta, a w wielu modelach istnieje możliwość podłączenia urządzenia do komputera zewnętrznego. Rozszerza to funkcjonalność o zdalne sterowanie, monitorowanie, diagnostykę, archiwizację danych oraz integrację z systemami zewnętrznymi (np. magazynowym). Panele sterujące o płaskiej, łatwej do czyszczenia powierzchni wykorzystują technologię dotykowo-sensoryczną i czytelne wyświetlacze. Obsługa oparta jest na zrozumiałych ikonach i symbolach graficznych, a interfejs może być dostosowywany przez użytkownika – w zależności od wybranego trybu pracy, zmienia się układ graficzny panelu.

## Wydajność
Podstawowym parametrem określającym możliwości technologiczne pieca konwekcyjno-parowego jest powierzchnia technologiczna, czyli suma powierzchni wszystkich tac GN umieszczonych w komorze. Wartość ta decyduje o ilości produktu, jaki można jednocześnie poddać obróbce. Przykładowo, jedna taca 1/1 GN mieści do 5 kg produktu, co pozwala oszacować maksymalną wydajność pieca. W porównaniu z innymi urządzeniami, np. patelniami gastronomicznymi (10–50 dm²), piece wyróżniają się większą powierzchnią roboczą i możliwością obróbki dużych ilości produktów. Komory pieców mają też znaczne objętości, porównywalne z kotłami gastronomicznymi, co czyni je konkurencyjnymi także w gotowaniu na parze.
Wskaźnik mocy zasilania przypadającej na jednostkę powierzchni mieści się w granicach 0,05–0,20 kW/dm² (dla porównania – dla patelni wynosi 0,1–0,4 kW/dm²). Mimo to piece zapewniają większe powierzchnie technologiczne. Moc zainstalowana w przeliczeniu na objętość komory wynosi 0,07–0,25 kW/dm³, co w przypadku pieców o większej mocy przekracza dwukrotnie poziom kotłów gastronomicznych. Przekłada się to na szybsze nagrzewanie i intensywniejszy przebieg procesu obróbki. Stosunek masy pieca do powierzchni technologicznej wskazuje, że większe modele są korzystniejsze pod względem konstrukcyjnym — dla małych pieców wskaźnik ten wynosi ok. 1 kg/dm², a dla dużych ok. 0,6 kg/dm².

## Utrzymanie higieny
Komory pieców konwekcyjno-parowych projektowane są z myślą o łatwym utrzymaniu czystości. Ich wnętrza wykonane są z gładkiej, kwasoodpornej stali, bez szczelin i zakamarków utrudniających czyszczenie. Urządzenia wyposaża się w instalacje umożliwiające mycie ciśnieniowe – zarówno z użyciem ręcznego pistoletu, jak i automatycznych systemów ze zintegrowanymi dyszami myjącymi. W nowoczesnych piecach systemy te działają w pełni automatycznie – po zakończeniu pracy uruchamiany jest program myjący sterowany mikroprocesorowo. Szczególną uwagę zwraca się na czyszczenie strefy uszczelnienia drzwi, dlatego standardem są uszczelki łatwe do demontażu i czyszczenia.

## Kryteria wyboru
Na rynku urządzeń gastronomicznych dostępna jest szeroka oferta pieców konwekcyjno-parowych, co daje duże możliwości wyboru, ale jednocześnie może utrudniać właściwe dopasowanie urządzenia do konkretnych potrzeb i warunków. Podstawą doboru są dane techniczne zawarte w katalogach i prospektach producentów – określają one m.in. parametry technologiczne, zużycie energii, wymiary oraz cechy konstrukcyjne i użytkowe. Świadomy wybór wymaga jednak również znajomości dostępnych rozwiązań konstrukcyjnych oraz możliwości technologiczno-użytkowych danej grupy urządzeń.

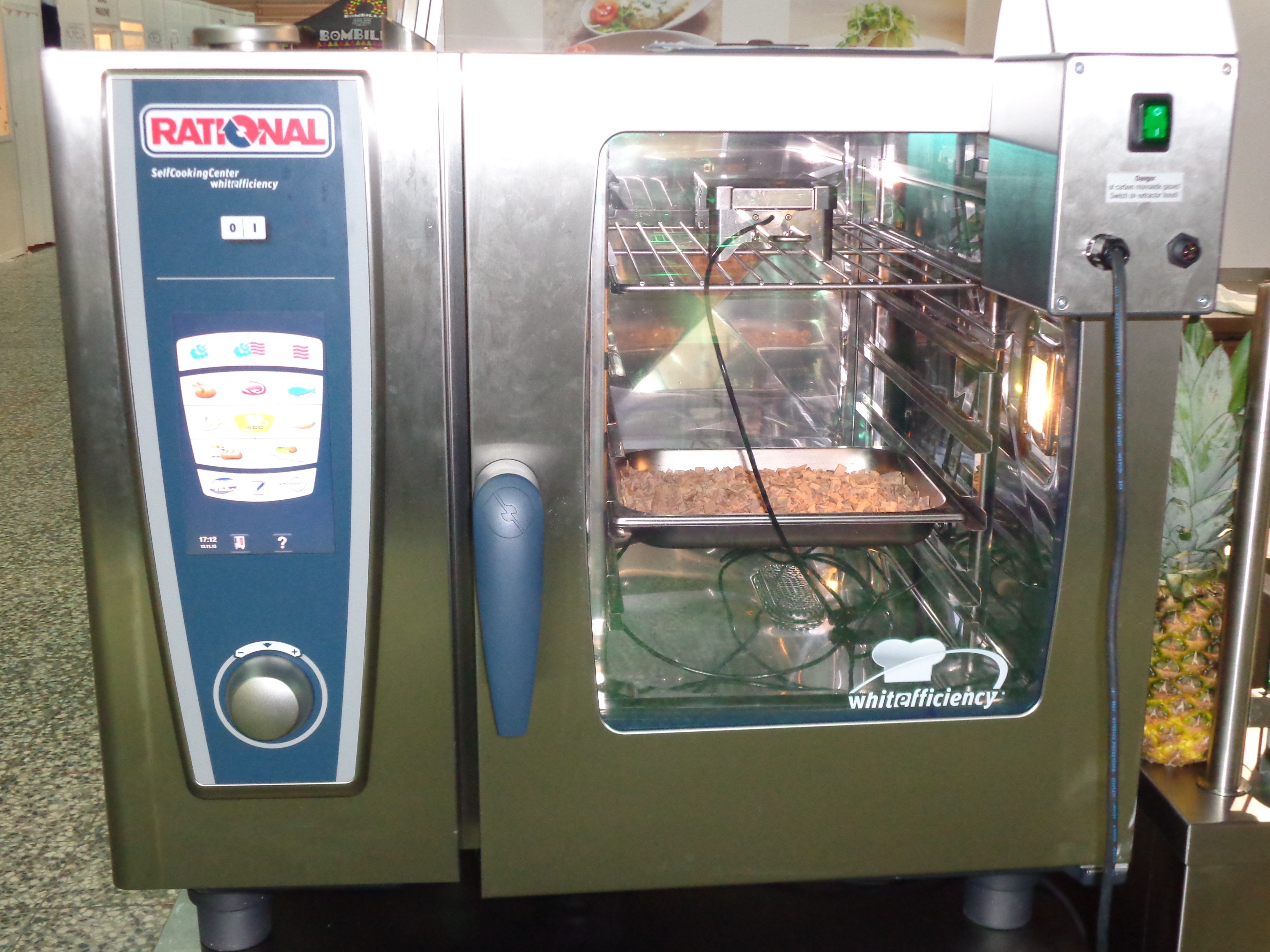
Rational
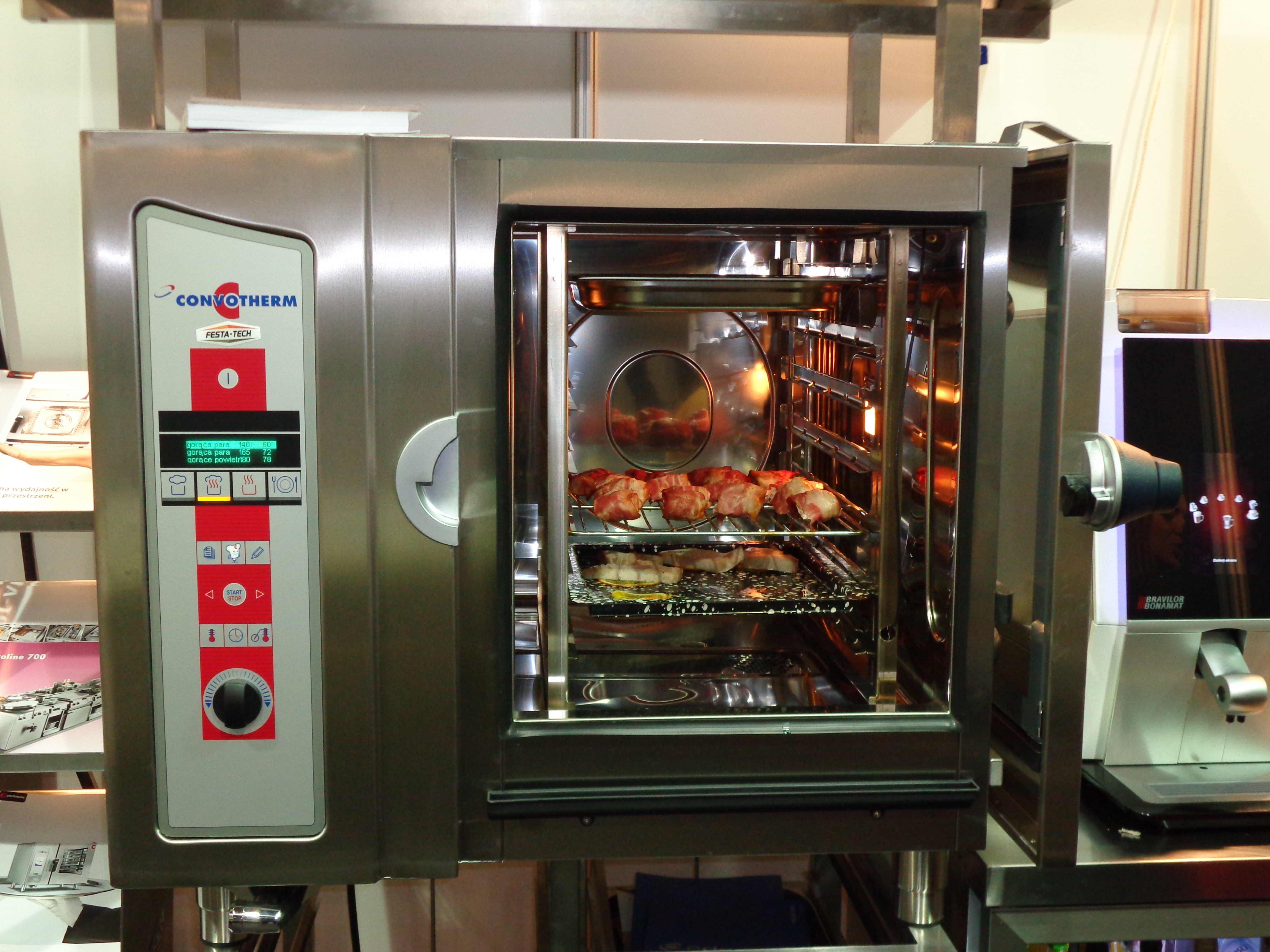
Convotherm
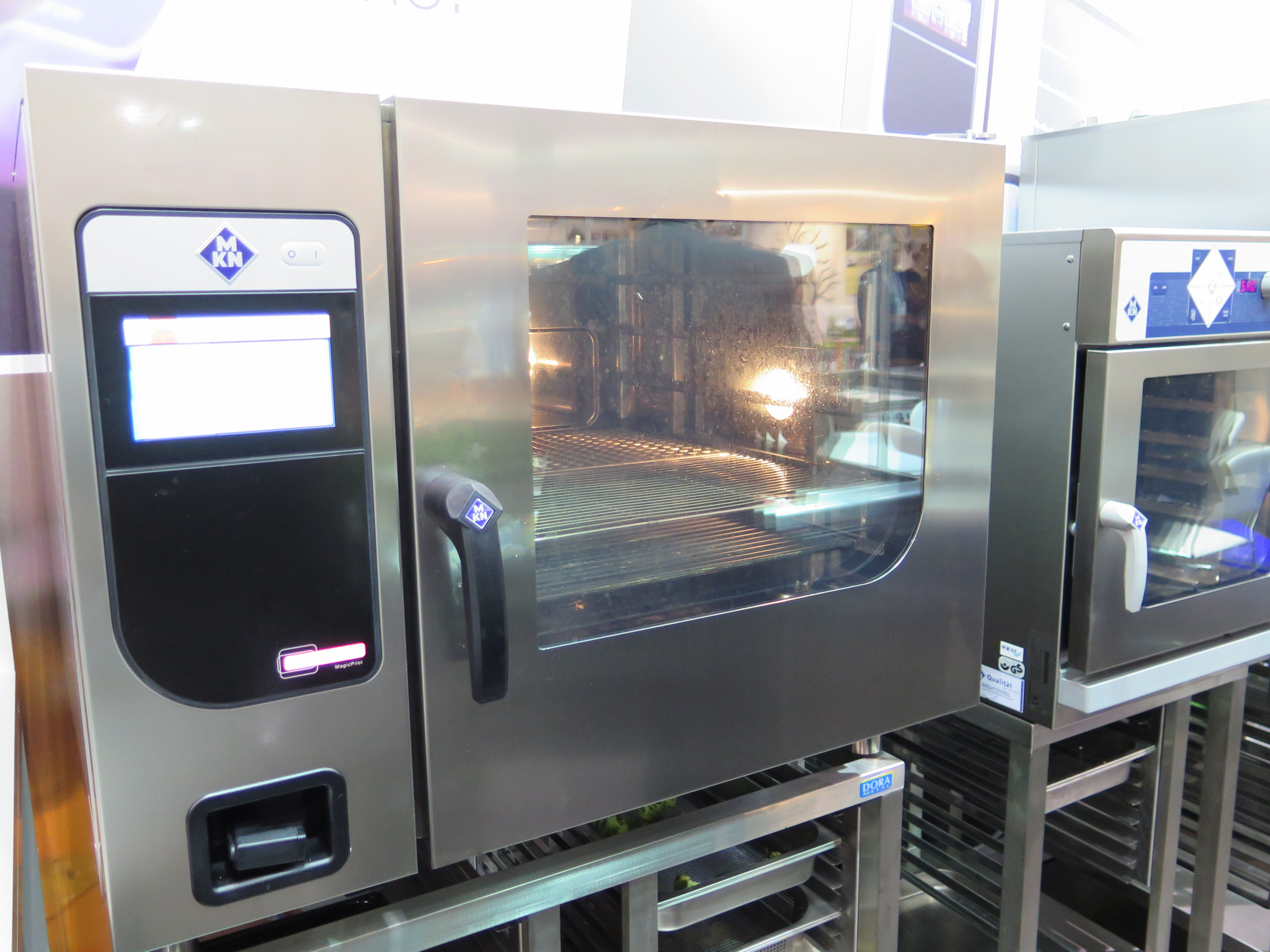
MKN
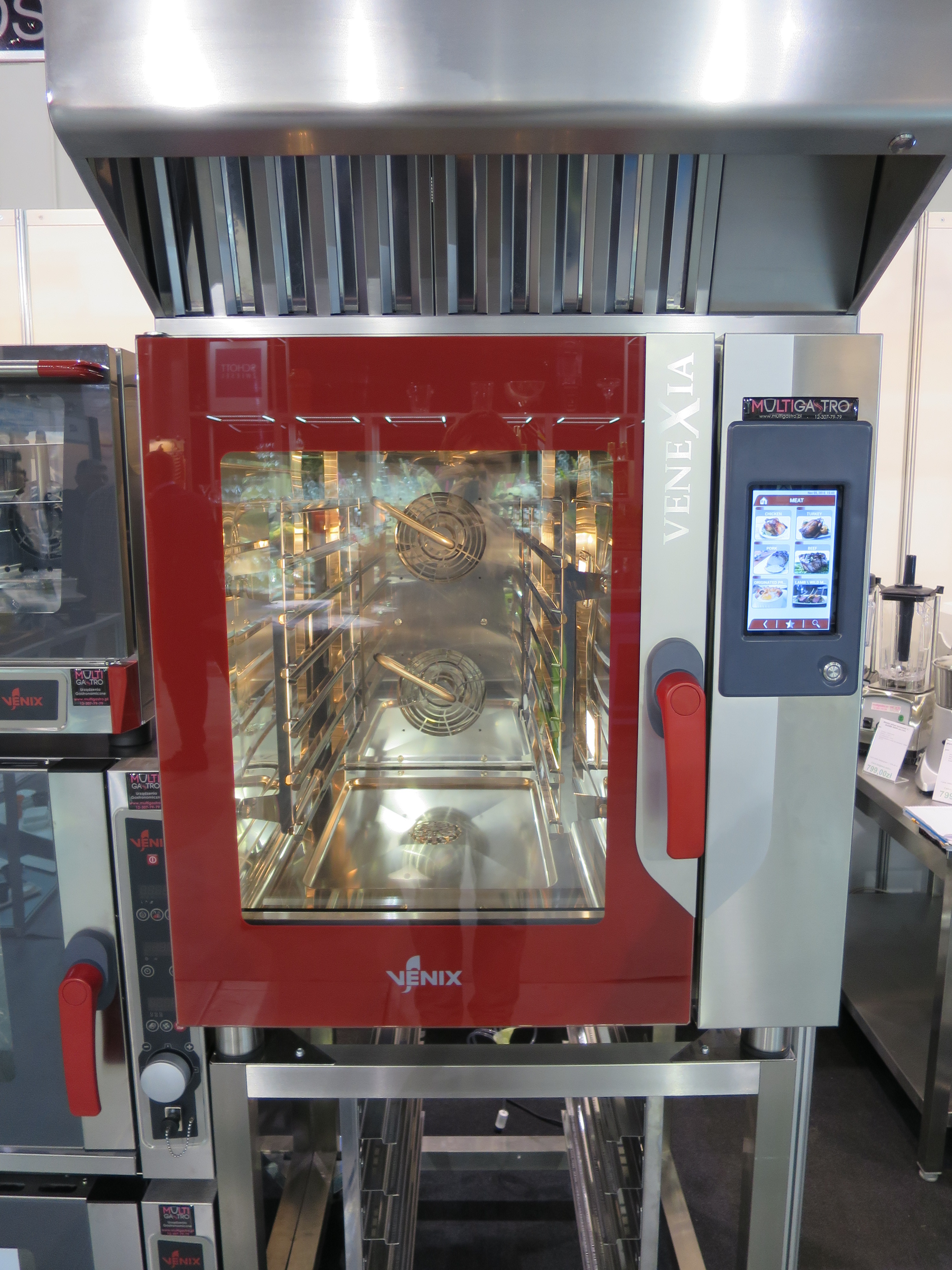
Venix